# Flood (productor)
Flood es el seudónimo profesional del productor musical británico Mark Ellis. 

## Historia
Mark Ellis nació el 16 de agosto de 1960 en Londres, Inglaterra. 

Entre 1978 y 1979 fue el bajista de la banda The Lambrettas. Por esa época comenzó a trabajar como administrativo en Morgan Studios y más adelante en Battery Studios y ya como aprendiz en Marcus Studios and Trident Studios.

## Freelance y Some Bizzare Records
Flood trabajó en 1981, como asistente de sonido en Movement, el álbum debut de New Order.

Al año siguiente se asoció con Stevo's del sello Some Bizzare Records, y produjo los trabajos de Cabaret Voltaire, Psychic TV y el proyecto paralelo de Marc Almond llamado Marc and the Mambas, entre otros.

## Mute Records y U2
A continuación de este trabajo, Flood comenzó a trabajar con Mute Records con trabajos hechos a Nick Cave and the Bad Seeds en 1984 y 1985, realizando su primera producción.

En Mute se destacó como ingeniero o coproductor de Depeche Mode, Vince Clarke y Erasure, a quienes les produjo los álbumes Wonderland (1986) y el siguiente The Circus (1987).

En 1987 Flood fue el ingeniero del álbum de U2: The Joshua Tree. En 1989, produjo Violator, el álbum más exitoso de Depeche Mode.

En 1991, regresó con U2, esta vez junto con Brian Eno, Daniel Lanois y Steve Lillywhite para su álbum Achtung Baby. En 1992, produjo el álbum Songs of Faith and Devotion de Depeche Mode y en 1993, produjo Zooropa de U2 junto con Brian Eno y The Edge. En ese mismo año, coprodujo tres temas de Nine Inch Nails.

En 1995, Flood coprodujo Mellon Collie and the Infinite Sadness, álbum de The Smashing Pumpkins' junto con Alan Moulder.
En 1996, Flood se asoció otra vez con U2 para producir su álbum Pop.

## De 2000 a 2010
En 2000, Flood coprodujo el álbum de Erasure, Loveboat junto con Vince Clarke y Andy Bell. Asimismo, coprodujo el álbum Machina/The Machines of God de The Smashing Pumpkins con Billy Corgan.

De 2001 a 2005, produjo varios sencillos y álbumes para Depeche Mode, Gary Numan, U2 -su álbum How to Dismantle an Atomic Bomb-, A-ha -su álbum Analogue-, Soulwax y mezcló el álbum de Placebo: Meds.

En 2006, Flood coprodujo con Alan Moulder, el álbum Sam's Town de The Killers.

Para 2007 y 2008, coprodujo con PJ Harvey algunas canciones de Goldfrapp y The Music.
En 2009, junto con Steve Lillywhite, produjo 30 Seconds to Mars.

## Créditos de ingeniería y producción[4]
| - 1981: New Order – Movement (Asistente de ingeniería) - 1982: The Sound – All Fall Down (Ingeniero) - 1982: Marc Almond – Untitled (Ingeniero) - 1983: Ministry - With Sympathy (Ingeniero) - 1984: Nick Cave - From Her to Eternity (Ingeniero) - 1985: Nick Cave - The Firstborn Is Dead (Productor, Ingeniero) - 1985: Depeche Mode - Shake the Disease (Ingeniero) - 1985: Frank Tovey - Snakes & Ladders (Ingeniero) - 1986: Nick Cave - Kicking Against the Pricks (Mezcla) - 1986: Depeche Mode - Stripped (Mezcla de la versión larga Highland Mix) - 1986: Erasure - Wonderland (Productor) - 1986: Nick Cave - Your Funeral... My Trial (Mezcla, Asistente de Producción, Ingeniero) - 1987: U2 - The Joshua Tree (Ingeniero) - 1987: Erasure - The Circus (álbum) (Productor) - 1988: The Silencers - A Blues For Buddha (Productor) - 1988: Nick Cave - Tender Prey (Ingeniero) - 1988: Book of Love - Lullaby (Productor) - 1989: Nine Inch Nails - Pretty Hate Machine (Ingeniero, Programación, Productor) - 1989: Renegade Soundwave - Soundclash (Productor) - 1989: Pop Will Eat Itself - This is the Day…This Is the Hour…This Is This! (Productor, Mezcla) - 1990: The Charlatans - Some Friendly (Remezcla) - 1990: Nitzer Ebb - Showtime (Productor, Ingeniero) - 1990: Depeche Mode - Violator (Productor, Mezcla) - 1990: Nick Cave - The Good Son (Mezcla) - 1991: Nitzer Ebb - As Is (Mezcla) - 1991: U2 - Achtung Baby (Mezcla, Ingeniero) - 1991: Nitzer Ebb - Ebbhead(Productor) - 1992: Curve - Doppelgänger (Curve album) (Productor, Ingeniero) - 1992: The Jesus and Mary Chain - Honey's Dead (Ingeniero) - 1992: The Charlatans - Between 10th and 11th (Productor) - 1993: Depeche Mode - Songs of Faith and Devotion - 1993: U2 - Zooropa (Mezcla, Loops, Ingeniero, Productor) - 1993: Curve - Cuckoo (Curve album) (Productor) - 1994: Tom Jones (cantante) - The Lead and How to Swing It (Productor) - 1994: Nine Inch Nails - The Downward Spiral (Batería, Sintetizador, Productor, Hi Hat, Producción de audio) - 1994: The Cranes - Loved (Mezcla) | - 1995: PJ Harvey - To Bring You My Love (Productor, Ingeniero, Mixing) - 1995: Nitzer Ebb - Big Hit (Ingeniero, Programación, Mezcla, Productor, Guitarra) - 1995: The Smashing Pumpkins - Mellon Collie and the Infinite Sadness (Productor) - 1997: Nick Cave - The Boatman's Call (Mezcla, Productor, Compositor) - 1997: U2 - Pop (Productor, Teclados, Mezcla) - 1998: The Smashing Pumpkins - Adore (Mezcla) - 1998: Barry Adamson - As Above, So Below (Productor, Mezcla, Instrumentación, Theremin) - 1998: PJ Harvey - Is This Desire? (Productor) - 2000: The Smashing Pumpkins - Machina/The Machines of God (Mezcla, Productor) - 2000: Erasure - Loveboat (Productor) - 2001: New Order – Get Ready (New Order album) (Mezcla, Productor) - 2002: Echoboy - Giraffe (Productor) - 2004: U2 - How to Dismantle an Atomic Bomb (Productor, Mezcla) - 2005: Soulwax - Any Minute Now (Mezcla, Productor) - 2006: Placebo (banda) - Meds (Mezcla) - 2006: The Killers - Sam's Town (Productor, Mezcla, Producción de audio, Ingeniero) - 2007: PJ Harvey - White Chalk (Productor, Ingeniero, Mezcla) - 2008: Goldfrapp - Seventh Tree (Producción de audio, teclados) - 2008: Sigur Rós - Með suð í eyrum við spilum endalaust (Ingeniero, Productor, Mezcla) - 2009: PJ Harvey - A Woman a Man Walked By (Mezcla) - 2009: 30 Seconds to Mars - This Is War (Productor) - 2010: The Hours (banda) - It's Not How You Start, It's How You Finish (Mezcla, Productor) - 2011: PJ Harvey - Let England Shake (Mezcla, Ingeniero) - 2011: The Pains of Being Pure at Heart - Belong (Productor) - 2011: Glasvegas - Euphoric Heartbreak (Productor) - 2012: Depeche Mode - Delta Machine (Mezcla) |